# Vinaninony-Atsimo
Vinaninony-Atsimo ist eine Gemeinde Madagaskar. Sie hat 32.000 Einwohner im Jahr 2001.